# Dekanat Radom-Wschód
Dekanat Radom-Wschód – jeden z 29 dekanatów w rzymskokatolickiej diecezji radomskiej. 

## Parafie wchodzące w skład dekanatu
- Grzmucin – św. Maksymiliana Kolbego
- Kłonówek-Wieś – NMP Królowej Polski
- Makowiec – Wniebowzięcia NMP
- Odechów – Zwiastowania NMP
- Radom – Najświętszego Serca Pana Jezusa
- Radom – św. Brata Alberta
- Radom – św. Pawła Apostoła
- Radom – św. Rafała Kalinowskiego
- Radom – św. Stefana
- Skaryszew – św. Jakuba Apostoła
- Sołtyków – św. Jadwigi Królowej
- Tomaszów – św. Jadwigi Królowej